# Futebol Clube Onze Bravos do Maquis
Futebol Clube Onze Bravos do Maquis, kurz Bravo do Maquis (früher auch Onze Bravos) genannt, ist ein angolanischer Fußballverein aus Luena.
Der Klub empfängt seine Gäste im 4.300 Zuschauer fassenden Estádio Comandante Jones Kufuna Yembe – Mundunduleno, auch schlicht Estádio do Luena genannt.

## Geschichte und Erfolge
Der Verein gründete sich am 27. Juli 1983. Er gehört seitdem zu den etablierten Vereinen in der höchsten angolanischen Spielklasse, der Profiliga Girabola.
Seinen bisher einzigen Titel gewann er 2015, als er Pokalsieger der Taça de Angola wurde. Im gleichen Jahr stieg der Klub in die zweite Liga, die Gira Angola ab.